# POWER8
POWER8（パワーエイト）は、IBMが2014年4月に発表したPower Architectureベースの64ビットマイクロプロセッサである。POWER7の後継であり、OpenPOWER Foundationのライセンス下で使用可能な最初のハイエンドプロセッサでもある。後継はPOWER9。

## 概要
POWER8はスーパースカラーなシンメトリックマルチプロセッサで、2013年8月のHot Chipsカンファレンス(Hot Chips 25)にて紹介され、2014年4月にPower Systems Sクラスの搭載プロセッサとして正式発表された。
従来のPOWER7からの主な拡張としては、1ソケット当りのコア数が8から12へ増加、各コアごとの同時マルチスレッディングが最大4スレッドから最大8スレッドへ増加（すなわち1ソケット当りでは最大32スレッドから最大96スレッドへ増加）、L1・L2・L3の各キャッシュの増加とL4キャッシュの新設、メモリバンド幅およびI/Oバンド幅の拡大などが挙げられる。IBMはこれらの強化を、ビッグデータ、データ分析、モバイル、クラウドコンピューティングなどの大量データ処理のためとしている。
製造プロセスは 22 nm SOIを採用し、デュアルチップモジュール(DCM)により1ソケットに2チップを搭載する。また外部通信バスを従来の独自の GX++ から、PCI Expressレイヤーの最上位であるCAPI(Coherence Attach Processor Interface)ポートに置き変え、帯域を増加させた。

## 仕様
- 製造プロセス 22 nm SOI
- 動作周波数 3.0 - 4.1 GHz
- ソケット当り 最大2チップ （DCM当り 最大2チップ）
- チップ当り 最大6コア（ソケット当り 6, 8, 10, 12コア）
- コア当り 最大8SMT （チップ当り 最大48SMT、ソケット当り 最大96SMT））
- L1キャッシュ 最大64KB
- L2キャッシュ 最大512KB
- L3キャッシュ 最大96MB（ソケット当り、eDRAM）
- L4キャッシュ 最大16MB（コントローラ当り、eDRAM）
- メモリバンド幅 230 - 410 GB/秒

## 用途
POWER8を使用したシステムには以下がある。またOpenPOWER Foundationを経由し、ライセンス供給される。
- IBM - 2014年4月、Power Systems Sシリーズ (S812L、S822/S822L、S814、S824/S824L) [2] （S824Lは日本では未発表）
- 日立製作所 - 2014年5月、EP8000シリーズ S824、S814[3]、E880、E870[4]
- Google - 2013年2月、自作のPOWER8サーバーが報道[5]、2014年4月28日開催のIBM ImpactでPOWER8搭載のマザーボードを参考出品[6]。

## 参照
1. ↑  オープン・イノベーションでビッグデータの課題に挑むPOWER
2. ↑  IBM Announcees POWER8 with OpenPOWER Partners - MOOR
3. ↑  エンタープライズサーバ「EP8000 シリーズ」のエントリーサーバに最新のPOWER8プロセッサーを搭載した新モデルを追加し、販売開始
4. ↑  エンタープライズサーバ「EP8000シリーズ」のハイエンドならびにミッドレンジサーバに、最新のPOWER8プロセッサーを搭載した新モデルを追加
5. ↑  Google Tests Homegrown Power8 Servers - EnterpriseTech
6. ↑  Google、IBM POWER8搭載サーバのマザーボードを披露 - ITPro